# Santa Rosa de Lima (kommun i Brasilien, Sergipe)
Santa Rosa de Lima är en kommun i Brasilien.   Den ligger i delstaten Sergipe, i den östra delen av landet, 1 300 km öster om huvudstaden Brasília. Antalet invånare är 3 752.
Omgivningarna runt Santa Rosa de Lima är huvudsakligen savann. Runt Santa Rosa de Lima är det ganska glesbefolkat, med 39 invånare per kvadratkilometer.